# Karin Knapp
Karin Knapp (Brunico, 28 giugno 1987) è un'allenatrice di tennis ed ex tennista italiana.
In singolare ha vinto due tornei del circuito maggiore e ha raggiunto la 33ª posizione della classifica mondiale nell'agosto del 2015. In doppio ha perso le tre finali WTA disputate ed è stata la 49ª del ranking nel settembre 2015. Nel 2013 ha vinto la Fed Cup con l'Italia. Il miglior risultato nelle prove del Grande Slam è stato il quarto turno raggiunto al torneo di Wimbledon 2013.

## Biografia
Si allenava ad Anzio presso la Polisportiva Tennis Anzio sotto la guida di Alessandro e Francesco Piccari; con quest'ultimo si è sposata il 1º aprile 2017.
Il 12 maggio 2018 annuncia il ritiro dal tennis a causa dei problemi al ginocchio operato per cinque volte.

## Carriera

### 2007
Ha debuttato nel 2007, quando nei tornei del Grande Slam, al Roland Garros, ha raggiunto il terzo turno battendo la testa di serie numero 22 Al'ona Bondarenko e cedendo alla numero 14 Patty Schnyder per 6-1 4-6 7-5.
Ha esordito anche a Wimbledon, dove ha subito impegnato Nicole Vaidišová (7-6 6-2), e all'US Open dove ha raggiunto il secondo turno. Questi risultati le hanno consentito di chiudere l'annata al numero 50 in classifica mondiale.

### 2008
Nel 2008 ha raggiunto la sua prima finale ad Anversa, perdendo 6-3 6-3 contro Justine Henin, e ha bissato il terzo turno dell'anno precedente al Roland Garros arrendendosi a Marija Šarapova per 7-6 6-0. Un problema al cuore l'ha costretta a non partecipare alle Olimpiadi di Pechino, arrestando la sua scalata alle posizioni che contano della classifica mondiale.

### 2009 - 2010
Nel 2009 è stata rallentata da diversi problemi fisici: primo fra tutti il cuore, come già nell'anno precedente, poi una fastidiosa infiammazione al ginocchio che la ferma per quasi tutta l'estate; in seguito a tutto ciò nel 2010 è costretta a ripartire dai tornei di seconda fascia, quelli classificati come ITF e che danno montepremi variabili tra 10 000 e 100 000 dollari.

### 2011
Nel giugno del 2011 conquista nei tornei ITF due titoli e raggiunge una finale nei tornei ITF,, Padova e Roma (presso il Reale Circolo Canottieri Tevere Remo) risultati che la proiettano attorno alla duecentesima posizione del ranking WTA. Nello stesso mese le viene concessa una wild card per il tabellone principale al torneo ITF di Cuneo, con un montepremi centomila dollari.
In agosto accede al main draw degli US Open dopo avere superato i tre turni di qualificazioni, ed esce al primo turno per mano di Anabel Medina Garrigues, testa di serie numero 30 del torneo, che si impone per 6-7 6-4 6-3 al termine di un intenso e combattuto match.

### 2012
Inizia l'anno giocando le qualificazioni nei tornei australiani di Brisbane, Hobart e Australian Open senza successo. Raggiunge i quarti di finale di un torneo WTA dopo quasi quattro anni a Bogotà perdendo contro Aleksandra Panova. Raggiunge partendo dalle qualificazioni le semifinali al torneo WTA dell'Estoril e viene sconfitta da Carla Suárez Navarro per 6-4 6-0. Grazie a una wild card gioca il torneo di Roma, supera al primo turno Roberta Vinci in tre set e viene eliminata al secondo turno da Dominika Cibulková. Non supera le qualificazioni al Roland Garros ed entra direttamente in tabellone al Torneo di Wimbledon, ma un leggero infortunio la condiziona nel match perduto contro Elena Baltacha. Rientra a Palermo e al primo turno Vinci si prende la rivincita.

### 2013

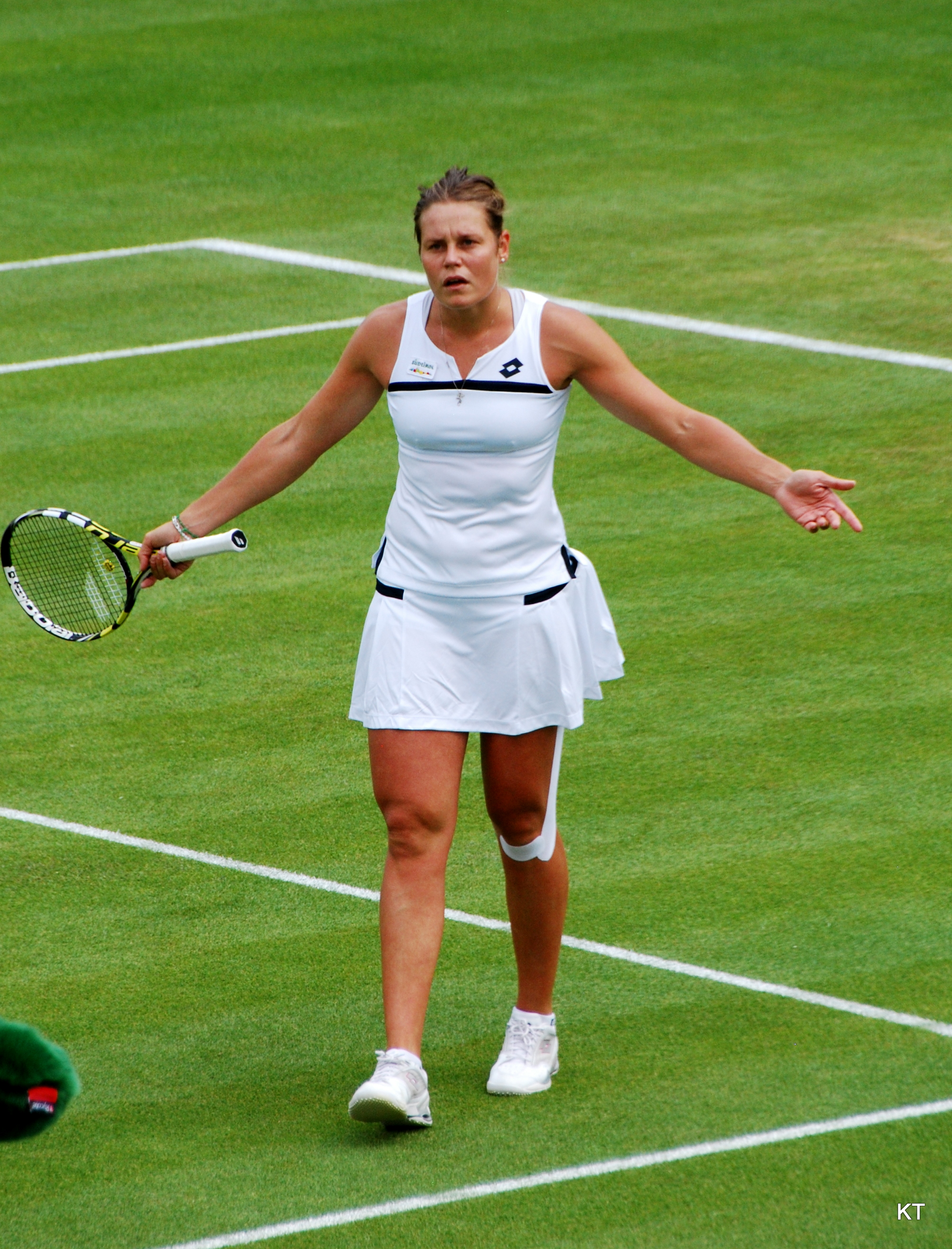
Knapp a Wimbledon

Eliminata nelle qualificazioni di Brisbane e Sydney, le supera agli Australian Open ed esce al primo turno per mano dell'altra qualificata Maria João Koehler. A Bogotà viene sconfitta in semifinale da Jelena Janković al tie-break del terzo set. La settimana successiva raggiunge i quarti ad Acapulco e viene sconfitta da Sílvia Soler Espinosa. Con questi risultati rientra nella top 100. Esce al secondo turno al torneo WTA di Marrakech e torna a disputare una finale del circuito ITF a Trnava, persa contro Barbora Strýcová. Eliminata al primo turno agli Internazionali d'Italia e al Roland Garros, non va oltre il secondo turno a Norimberga.
Con i successi al Torneo di Wimbledon su Lucie Hradecká, Lucie Šafářová e Michelle Larcher de Brito raggiunge per l'unica volta in carriera il quarto turno in uno Slam e viene battuta da Marion Bartoli in due set. Non va oltre il secondo turno al WTA di Palermo. Raggiunge la semifinale a Bad Gastein; sconfigge Alexandra Ignatik, nei quarti lascia un solo gioco ad Annika Beck e viene eliminata dalla giocatrice locale Yvonne Meusburger. Agli US Open ha la meglio su Elena Vesnina e al terzo turno ritrova la Vinci, che si impone in due set. Chiude la stagione con la sconfitta nei quarti di finale contro Sabine Lisicki all'Open del Lussemburgo.

### 2014: primo titolo WTA

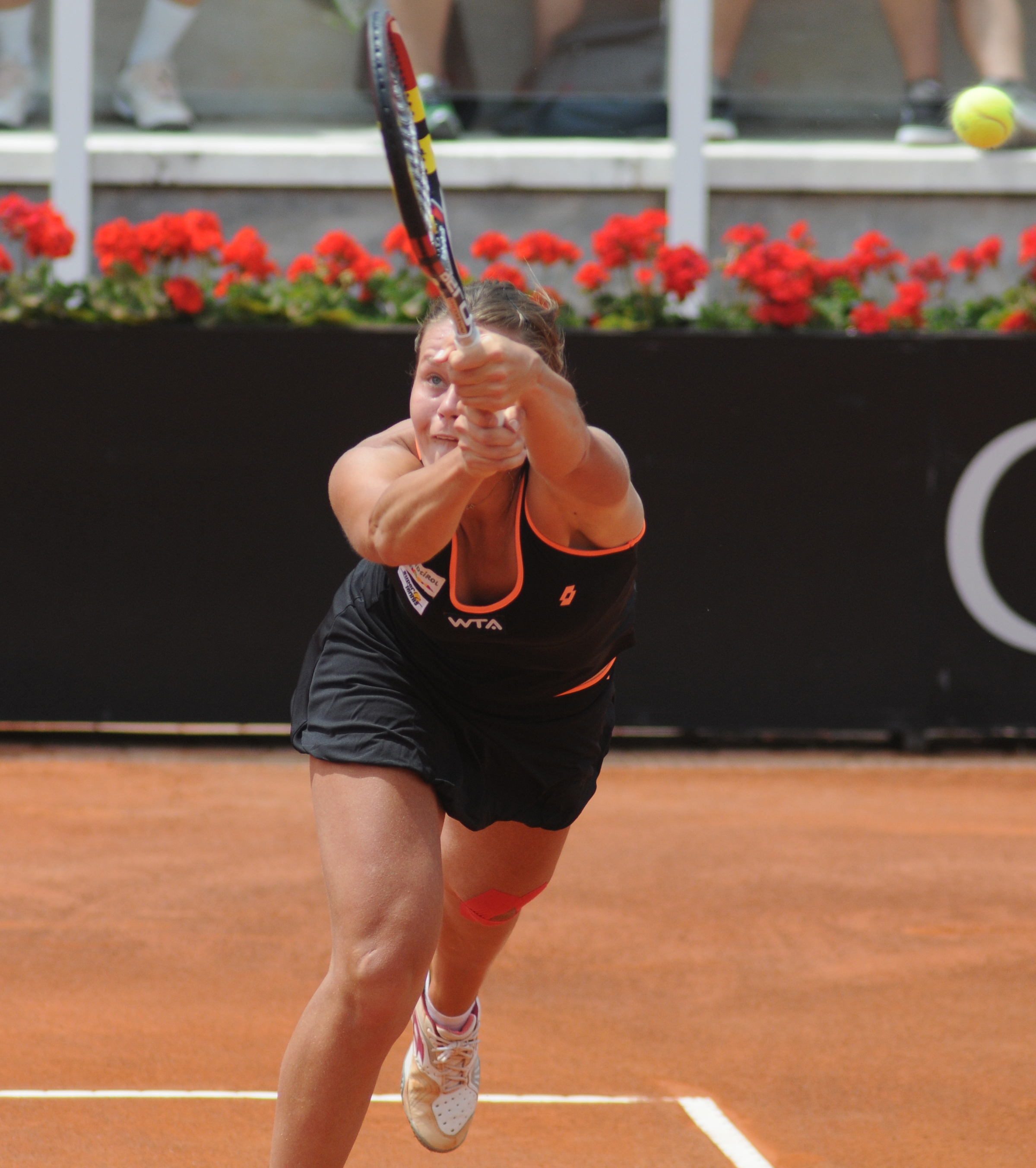
La Knapp agli Internazionali Bnl d'Italia

Eliminata all'esordio nei primi tornei stagionali di Auckland e Hobart, agli Australian Open elimina all'esordio l'argentina Ormaechea e viene sconfitta poi dalla nº 3 del seeding Marija Šarapova per 8-10 nel set decisivo. Al torneo indoor di Parigi elimina la qualificata Arruabarrena e cede in due set a Sara Errani. Si impone in entrambi i singolari nella sfida di Fed Cup vinta contro gli Stati Uniti. Sconfitta al secondo turno anche a Doha e a Dubai, esce al primo turno nei successivi sette tornei. A Norimberga consegue il primo buon risultato della stagione spingendosi fino alla semifinale, persa in due set contro Eugenie Bouchard. Perde di nuovo al primo turno al Roland Garros e a Wimbledon.
Nei tornei che seguono si mette in luce solo in doppio raggiungendo la finale a Bucarest assieme a Çağla Büyükakçay. In singolare vince alcuni incontri ma raggiunge il terzo turno solo a New Haven. Perde di nuovo al primo turno agli US Open. Si riscatta al Tashkent Open aggiudicandosi il primo titolo in un torneo WTA con il successo in finale sulla detentrice del titolo Bojana Jovanovski per 6-2, 7-6. A Linz sconfigge la quinta testa di serie Sabine Lisicki, approfitta del ritiro di Magdaléna Rybáriková ed elimina Cvetana Pironkova in tre set, vendicando la sconfitta subita agli US Open. In semifinale perde contro Camila Giorgi per 6-4 6-2. Termina la stagione vincendo lo scudetto italiano a squadre con il T.C. Genova 1893 insieme a Alberta Brianti, Alice Matteucci e Giorgia Mortello.

### 2015: best ranking in singolare e in doppio, secondo titolo in singolare e infortunio
Inizia l'anno raggiungendo prima gli ottavi a Auckland e i quarti di finale a Hobart. Agli Australian Open viene eliminata al primo turno dalla testa di serie nº 3 Simona Halep. Sconfitta all'esordio in singolare anche nei tornei successivi, all'Indian Wells Open raggiunge i quarti in doppio con Daniela Hantuchova. Torna a vincere in singolare al Miami Open battendo Kateřina Siniaková prima di essere sconfitta al secondo turno dalla nº 8 del mondo Ekaterina Makarova. A Katowice si mette in luce in doppio raggiungendo la finale insieme a Gioia Barbieri, persa contro Ysaline Bonaventure / Demi Schuurs. Raggiunge i quarti di finale in singolare a Marrakech, mentre agli Internazionali d'Italia si aggiudica il derby contro Francesca Schiavone per 6-4 6-1, prima di cedere al tie-break del set decisivo contro la nº 4 del mondo Petra Kvitová. Nel successivo torneo di Norimberga vince il secondo titolo della carriera battendo una dopo l'altra, da testa di serie nº 6, Antonia Lottner, Anna-Lena Friedsam, Yulia Putintseva, Lara Arruabarrena e in finale si aggiudica il derby contro Roberta Vinci per 7-6 4-6 6-1. Al Roland Garros viene nettamente battuta al primo turno dalla nº 5 del mondo Caroline Wozniacki.
Dopo l'eliminazione al primo turno sull'erba di Nottingham, è costretta al ritiro al ritiro al turno di esordio a Wimbledon per un problema alla caviglia. Sulla terra rossa di Bad Gastein è terza testa di serie e raggiunge la seconda finale stagionale, al primo turno ha la meglio al tie-break del set decisivo su Tamira Paszek, elimina quindi Johanna Larsson e Polona Hercog. Vince al terzo set anche la semifinale contro Sara Errani e nell'ultimo atto – giocato quello stesso giorno – cede alla testa di serie nº 2 Samantha Stosur per 6-3, 6-7-6, 2-6. Anche a Baku, da seconda testa di serie, ottiene un buon risultato battendo all'esordio Stefanie Vögele, concede poi un solo gioco ad Anett Kontaveit e con la vittoria su Aleksandra Panova raggiunge la semifinale, dove però viene sconfitta da Margarita Gasparjan al terzo set. Grazie a questo risultato sale alla 34ª posizione nella classifica mondiale, migliorando così il suo best ranking per la prima volta dal 2008.
Inaugura la stagione nordamericana a Toronto subendo un doppio 6-0 contro la Vinci. Raggiunge invece gli ottavi a Cincinnati, raccoglie due soli giochi contro Serena Williams e sale alla 33ª posizione mondiale, che resterà il suo miglior ranking in carriera. Agli US Open esce al secondo turno per mano della Kerber. Come nei precedenti due Slam stagionali, anche a New York raggiunge il terzo turno in doppio in coppia con la Vinci, dopo che quest'ultima aveva abbandonato la partnership più vincente della storia del tennis italiano con Sara Errani. Per la Knapp è il miglior risultato ottenuto in carriera a Wimbledon e agli US Open. Anche in doppio stabilisce il proprio miglio ranking in carriera alla 49ª posizione raggiunta il 28 settembre. Dopo New York l'altoatesina è costretta a interrompere anzitempo la stagione per l'ennesimo infortunio al ginocchio destro, per il quale deve sottoporsi a un nuovo intervento chirurgico.

### 2016-2017: rientro e fine carriera
Bisogna attendere marzo per rivedere Karin Knapp scendere in campo e nei primi tornei viene eliminata al primo turno a Miami, Katowice e Istanbul. Convocata per i Play Off di Fed Cup persi a Lleida contro la Spagna, viene schierata solo nell'ininfluente doppio in coppia con Francesca Schiavone e le azzurre si ritirano dopo soli due giochi. L'eliminazione relega l'Italia fuori dal primo gruppo mondiale dopo venti anni. Il primo successo dopo l'infortunio arriva al Madrid Open con la vittoria sulla Gasparjan e al secondo turno raccoglie solo due giochi contro la nº 2 del mondo Simona Halep. A Roma esce al primo turno per mano della Strýcová ed esce dalla top 100 per la prima volta dopo circa quattro anni.
Supera il primo turno al Roland Garros per il ritiro della nº 5 del mondo Azarenka quando l'italiana conduceva per 4-0 nel terzo e decisivo set, ottenendo il primo successo in carriera contro una top 10. Con il successo sulla Sevastova accede per la terza volta al terzo turno dello Slam parigino e viene eliminata da Julija Putinceva con il punteggio di 6-1 6-1. In estate fa il suo debutto olimpico ai Giochi di Rio de Janeiro e viene eliminata al primo turno.
Nelle qualificazioni al Cincinnati Open supera Camila Giorgi e al secondo turno viene battuta da Kurumi Nara. Chiude la stagione con la sconfitta subita al primo turno degli US Open contro Johanna Larsson. Rientra nel circuito agli Australian Open 2017 e gioca il suo ultimo incontro in carriera, perso al primo turno contro Hsieh Su-wei. Il dolore al ginocchio si ripresenta e a febbraio si sottopone al quinto intervento chirurgico. Segue quindi un duro programma di riabilitazione ma il dolore non cessa e il 12 maggio 2018 annuncia il ritiro dall'agonismo.

## Caratteristiche tecniche e stile di gioco
Destrorsa e con rovescio bimane, aveva nel dritto il suo colpo migliore e la sua superficie di gioco preferita era il cemento.

## Statistiche WTA

### Singolare

#### Vittorie (2)
| Legenda               |
| --------------------- |
| Grande Slam (0)       |
| Ori Olimpici (0)      |
| WTA Finals (0)        |
| Premier Mandatory (0) |
| Premier 5 (0)         |
| Premier (0)           |
| International (2)     |

| N. | Data              | Torneo                                  | Superficie  | Avversaria in finale | Punteggio        |
| 1. | 13 settembre 2014 | Tashkent Open, Tashkent                 | Cemento     | Bojana Jovanovski    | 6-2, 7-6(4)      |
| 2. | 23 maggio 2015    | Nürnberger Versicherungscup, Norimberga | Terra rossa | Roberta Vinci        | 7-6(5), 4-6, 6-1 |

#### Sconfitte (2)
| Legenda: Prima del 2009 | Legenda: Dal 2009     |
| ----------------------- | --------------------- |
| Grande Slam (0)         |                       |
| Argenti Olimpici (0)    |                       |
| WTA Finals (0)          |                       |
| Tier I (0)              | Premier Mandatory (0) |
| Tier II (1)             | Premier 5 (0)         |
| Tier III (0)            | Premier (0)           |
| Tier IV (0)             | International (1)     |

| N. | Data             | Torneo                          | Superficie    | Avversaria in finale | Punteggio        |
| 1. | 17 febbraio 2008 | Proximus Diamond Games, Anversa | Sintetico (i) | Justine Henin        | 3-6, 3-6         |
| 2. | 26 luglio 2015   | Gastein Ladies, Bad Gastein     | Terra rossa   | Samantha Stosur      | 6-3, 6(3)-7, 2-6 |

### Doppio

#### Sconfitte (3)
| Legenda: Prima del 2009 | Legenda: Dal 2009     |
| ----------------------- | --------------------- |
| Grande Slam (0)         |                       |
| Argenti Olimpici (0)    |                       |
| WTA Finals (0)          |                       |
| Tier I (0)              | Premier Mandatory (0) |
| Tier II (0)             | Premier 5 (0)         |
| Tier III (0)            | Premier (0)           |
| Tier IV (1)             | International (2)     |

| N. | Data           | Torneo                                       | Superficie  | Compagna         | Avversarie in finale             | Punteggio        |
| 1. | 21 luglio 2007 | Internazionali Femminili di Palermo, Palermo | Terra rossa | Alice Canepa     | Marija Korytceva Dar'ja Kustova  | 4-6, 1-6         |
| 2. | 13 luglio 2014 | BRD Bucarest Open, Bucarest                  | Terra rossa | Çağla Büyükakçay | Elena Bogdan Alexandra Cadanțu   | 4-6, 6-3, [5-10] |
| 3. | 12 aprile 2015 | Katowice Open, Katowice                      | Cemento (i) | Gioia Barbieri   | Ysaline Bonaventure Demi Schuurs | 5-7, 6-4, [6-10] |

## Statistiche ITF

### Singolare

#### Vittorie (6)
| Torneo 100 000 $ (0) |
| Torneo 75 000 $ (0)  |
| Torneo 50 000 $ (2)  |
| Torneo 25 000 $ (3)  |
| Torneo 10 000 $ (1)  |

| N. | Data             | Torneo                                                 | Superficie  | Avversaria in finale    | Punteggio     |
| 1. | 30 luglio 2006   | Monteroni International, Monteroni d'Arbia             | Terra rossa | Edina Gallovits         | 6-2, 6-1      |
| 2. | 23 ottobre 2010  | Internacionales de Andalucìa Femeninos, Siviglia       | Terra rossa | Andrea Gámiz            | 6-0, 6-1      |
| 3. | 12 giugno 2011   | Internazionali Regione Molise, Campobasso              | Terra rossa | Alizé Lim               | 6-2, 6-4      |
| 4. | 25 giugno 2011   | SMA Cup Sant'Elia, Roma                                | Terra rossa | Laura Thorpe            | 6-3, 6-0      |
| 5. | 9 settembre 2012 | Save Cup, Mestre                                       | Terra rossa | Estrella Cabeza-Candela | 6-1, 3-6, 6-1 |
| 6. | 4 giugno 2016    | Internazionali Femminili di Tennis di Brescia, Brescia | Terra rossa | Jesika Malečková        | 6-1, 6-2      |

## Risultati in progressione
| Sigla | Risultato               |
| ----- | ----------------------- |
| V     | Vincitore               |
| F     | Finalista               |
| SF    | Semifinalista           |
| O     | Oro olimpico            |
| A     | Argento olimpico        |
| SF    | Bronzo olimpico         |
| QF    | Quarti di Finale        |
| 4T    | Quarto turno            |
| 3T    | Terzo turno             |
| 2T    | Secondo turno           |
| 1T    | Primo turno             |
| RR    | Round Robin             |
| LQ    | Turno di qualificazione |
| A     | Assente                 |
| ND    | Non disputato           |

| Legenda superfici    |
| -------------------- |
| Cemento              |
| Terra battuta        |
| Erba                 |
| Superficie variabile |

### Singolare
| Torneo              | 2003 | 2004  | 2005  | 2006  | 2007  | 2008  | 2009  | 2010  | 2011  | 2012  | 2013  | 2014  | 2015  | 2016  | Titoli  | V-S |
| ------------------- | ---- | ----- | ----- | ----- | ----- | ----- | ----- | ----- | ----- | ----- | ----- | ----- | ----- | ----- | ------- | --- |
| Australian Open     | A    | A     | A     | A     | A     | 1T    | 2T    | A     | A     | A     | 1T    | 2T    | 1T    | A     | 0 / 5   | 2-5 |
| Open di Francia     | A    | A     | A     | A     | 3T    | 3T    | A     | A     | A     | A     | 1T    | 1T    | 1T    | 3T    | 0 / 5   | 6-7 |
| Wimbledon           | A    | A     | A     | A     | 1T    | A     | A     | A     | A     | 1T    | 4T    | 1T    | 1T    | 1T    | 0 / 6   | 3-6 |
| US Open             | A    | A     | A     | A     | 2T    | 1T    | A     | A     | 1T    | A     | 3T    | 1T    | 2T    | 1T    | 0 / 7   | 4-7 |
| Finali WTA          | 0    | 0     | 0     | 0     | 0     | 1     | 0     | 0     | 0     | 0     | 0     | 1     | 2     | 0     | 4       |     |
| Titoli WTA          | 0    | 0     | 0     | 0     | 0     | 0     | 0     | 0     | 0     | 0     | 0     | 1     | 1     | 0     | 2       |     |
| Vittorie-sconfitte  | 7-4  | 12-13 | 27-19 | 60-27 | 42-27 | 34-20 | 14-24 | 34-15 | 14-20 | 34-15 | 36-21 | 29-27 | 22-20 | 12-13 | 377-265 |     |
| Ranking a fine anno | 746  | 594   | 306   | 123   | 51    | 80    | 205   | 478   | 158   | 123   | 41    | 54    | 51    | 146   |         |     |

### Doppio nei tornei del Grande Slam
| Torneo          | 2007 | 2008 | 2009 | 2010 | 2011 | 2012 | 2013 | 2014 | 2015 | V--S  |
| --------------- | ---- | ---- | ---- | ---- | ---- | ---- | ---- | ---- | ---- | ----- |
| Australian Open | A    | 1T   | 1T   | A    | A    | A    | A    | 2T   | 2T   | 2-4   |
| Open di Francia | 1T   | A    | A    | A    | A    | A    | A    | 3T   | 3T   | 4-3   |
| Wimbledon       | A    | A    | A    | A    | A    | A    | A    | 1T   | 3T   | 2-2   |
| US Open         | 1T   | 1T   | A    | A    | A    | A    | 1T   | 1T   | 3T   | 2-5   |
| Totale          | 0-2  | 0-2  | 0-1  | 0-0  | 0-0  | 0-0  | 0-1  | 3-4  | 7-4  | 10-14 |

### Doppio misto nei tornei del Grande Slam
| Torneo          | 2014 |
| --------------- | ---- |
| Australian Open | A    |
| Open di Francia | A    |
| Wimbledon       | 1T   |
| US Open         | A    |

## Vittorie contro giocatrici top 10
| Stagione | 2016 | Totale |
| -------- | ---- | ------ |
| Vittorie | 1    | 1      |

| #    | Giocatrice         | Ranking | Evento                  | Superficie  | Turno | Punteggio             | Rank. KKR |
| ---- | ------------------ | ------- | ----------------------- | ----------- | ----- | --------------------- | --------- |
| 2016 |                    |         |                         |             |       |                       |           |
| 1.   | Viktoryja Azaranka | 5       | Open di Francia, Parigi | Terra rossa | 1T    | 6–3, 6(6)-7, 4–0 rit. | 118       |